# Gesonia notata
Gesonia notata är en fjärilsart som beskrevs av George Francis Hampson 1891. Gesonia notata ingår i släktet Gesonia och familjen nattflyn. Inga underarter finns listade i Catalogue of Life.